# Betancuria
Betancuria è un comune spagnolo di 713 abitanti situato nella comunità autonoma delle Canarie, sull'isola di Fuerteventura.
Si tratta del primo nucleo abitato fondato dai colonizzatori spagnoli e prende il nome da Jean de Béthencourt, che la fondò nel 1405 facendo costruire degli alloggi per i militari e una cappella.
Nel 1424 papa Martino V eresse a Betancuria l'effimero vescovado di Fuerteventura, che comprendeva tutte le isole Canarie, tranne l'isola di Lanzarote. L'origine di questa diocesi è correlata agli eventi che si verificarono dopo il Grande Scisma (1378-1417); infatti il vescovo di San Marcial del Rubicón di Lanzarote (sola diocesi al momento delle Isole Canarie) non aveva riconosciuto il pontificato di Martino V in quanto era un sostenitore dell'antipapa Benedetto XIII. La diocesi di Fuerteventura ebbe sede nella parrocchia di Santa María de Betancuria, che aveva il rango di cattedrale. La diocesi fu soppressa, durante il pontificato di Martino V, solo sette anni dopo la sua creazione nel 1433 e il suo territorio tornò sotto la giurisdizione della diocesi di San Marcial del Rubicón.
È stata il capoluogo dell'isola di Fuerteventura fino al 1834. A Vega de Río Palmas si trova l'Eremo de la Virgen de la Peña, patrona dell'isola di Fuerteventura.

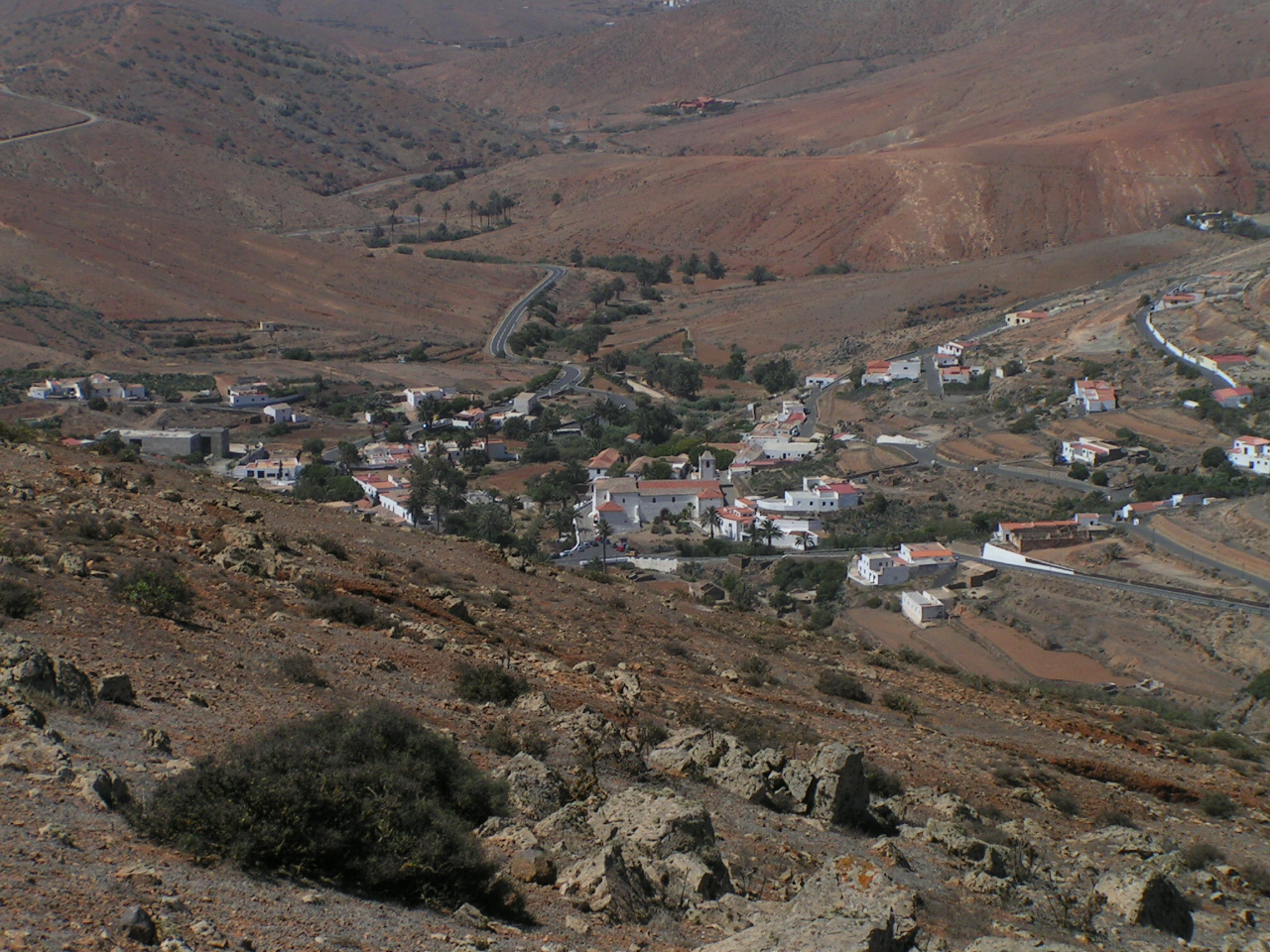
Betancuria vista dalle alture di Morro Veloso